# Arbeiderpartiet

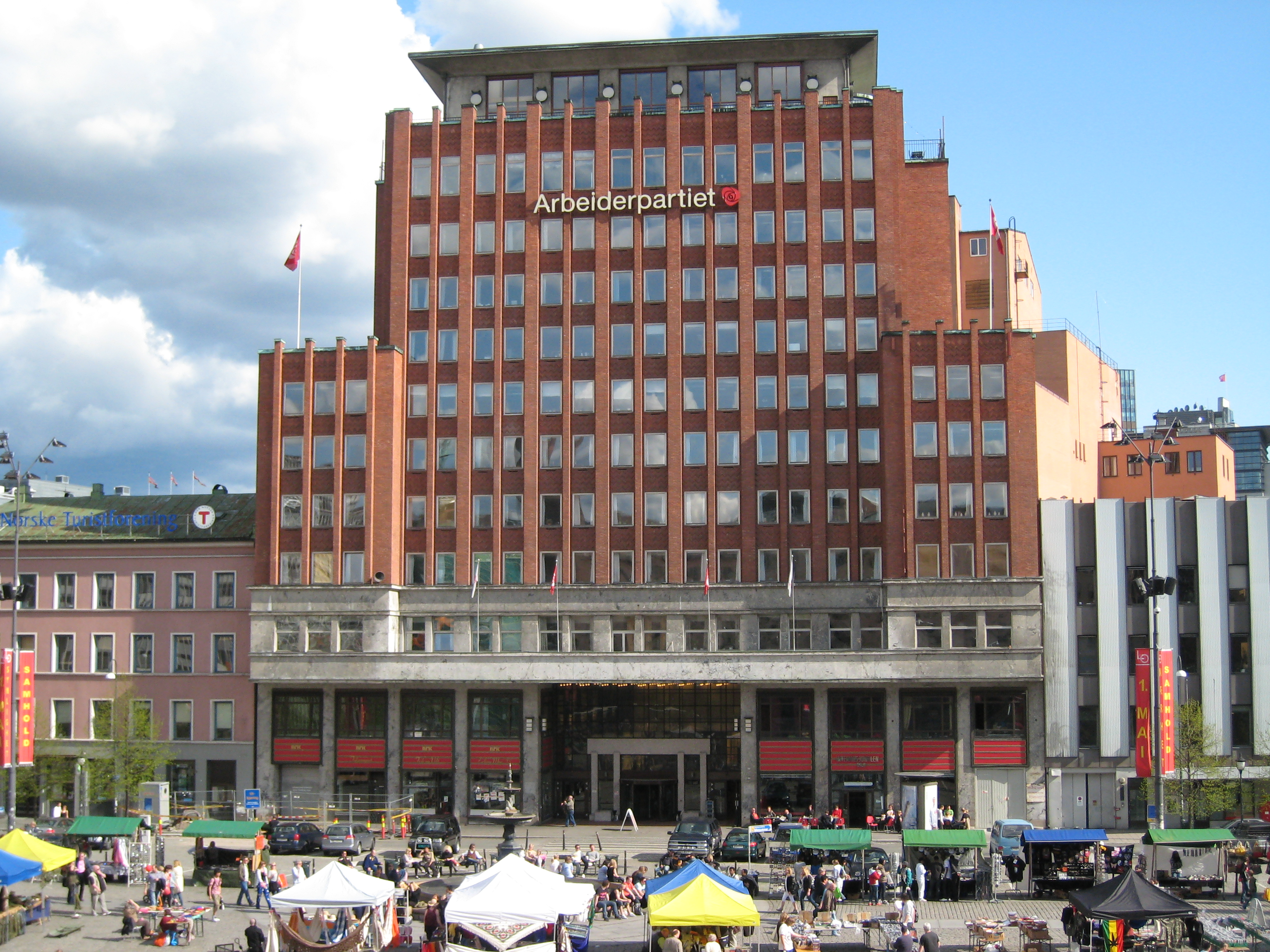
Parteizentrale Folketeaterbygningen am Youngstorget in Oslo. Das Gebäude wurde 1935 fertiggestellt und beherbergte von 1952 bis 1959 auch Folketeatret, ein Theater der Arbeiterbewegung.

Arbeiderpartiet (Abk. Ap; nynorsk Arbeidarpartiet; deutsch Arbeiterpartei) ist die sozialdemokratische Partei in Norwegen.
Arbeidernes Ungdomsfylking ist die Jugendorganisation der Arbeiterpartei.

## Geschichte
Die Partei wurde im April 1887 in Arendal gegründet und trug bis April 2011 den Namen Det norske Arbeiderparti (DnA). Bei den Parlamentswahlen im Jahr 1894 kandidierte er erstmals. In ihrem ersten Parteiprogramm forderten sie unter anderem das allgemeine Wahlrecht für Männer und Frauen und gesetzlich geregelte Arbeitszeiten. Bei den ersten nationalen Wahlen im Jahre 1900 erreichte die Partei 16 % der Stimmen, aber aufgrund der damals gültigen Wahlordnung bekam keiner ihrer Politiker ein Mandat im norwegischen Parlament, dem Storting. 1903 zog die Partei dann mit vier Mitgliedern in das Storting ein.
1921 spaltete sich nach internen Streitereien über die von Lenin vorgeschlagenen und später beschlossenen 21 Bedingungen zur Aufnahme in die Kommunistische Internationale die Sozialdemokratische Arbeiterpartei Norwegens (norwegisch: Norges Socialdemokratiske Arbeiderparti) ab. Die Arbeiterpartei gehörte von 1919 bis 1923 der Kommunistischen Internationale an, 1932 bis 1933 dem Londoner Büro, danach bis 1940 der Sozialistischen Arbeiterinternationale. 1951 wurde sie Mitglied der Sozialistischen Internationale, seit 2013 gehört sie zur Progressiven Allianz.
1927 kam es zur Wiedervereinigung mit der Sozialdemokratischen Arbeiterpartei Norwegens. Seitdem ist die Arbeiterpartei die stimmenstärkste politische Partei im norwegischen Parlament Storting. 1928 stellte sie erstmals die Regierung, allerdings nur für etwa drei Wochen. Nach Beginn der deutschen Besatzung Norwegens 1940 wurde die Arbeiterpartei bis 1945 verboten. Der 1935 gewählte Ministerpräsident Johan Nygaardsvold führte mit weiteren geflohenen Politikern eine Exilregierung aus London an, während in Norwegen Vidkun Quisling als neuer Ministerpräsident eingesetzt wurde.
In den Jahren nach der deutschen Besatzung stand die Arbeiterpartei unter dem Vorsitzenden Einar Gerhardsen für den Aufbau des norwegischen Wohlfahrtsstaates. 1957 erzielt die Partei mit 48,3 % der Stimmen das beste Ergebnis ihrer Geschichte.
Im Juli 2011 wurden bei den Anschlägen in Oslo und auf Utøya viele parteinahe Menschen, vor allem Mitglieder der Parteijugend, auf der Insel Utøya getötet oder schwer verletzt.
Seit 2009 verliert die Partei Wähleranteile. Bei der Kommunal- und Fylkestingswahlen im September 2019 erreichte sie das schlechteste Ergebnis seit Ende des Zweiten Weltkrieges. Bei der Stortingswahl 2021 konnte die Partei zwar erneut die meisten Stimmen erzielen, aber erzielte so wenige Stimmen wie seit 2001 nicht mehr. Mit Jonas Gahr Støre wurde nach der Wahl erstmals seit 2013 wieder ein Mitglied der Arbeiderpartiet Ministerpräsident. Bei den Kommunal- und Fylkestingswahlen 2023 verpasste es die Partei beim Wahlerfolg der konservativen Partei Høyre das erste Mal seit 1924, landesweit die Partei mit den meisten Stimmen zu werden.

## Parteivorsitzende
- Anders Andersen (1887–1888)
- Hans G. Jensen (1888–1889)
- Christian Holtermann Knudsen (1889–1890, 1900–1903 und 1911–1918)
- Carl Jeppesen (1890–1892 und 1894–1897)
- Ole Georg Gjøsteen (1892–1893)
- Gustav A. Olsen Berg (1893–1894)
- Ludvig Meyer (1897–1900)
- Christopher Hornsrud (1903–1906)
- Oscar Nissen (1906–1911)
- Kyrre Grepp (1918–1922)
- Emil Stang (1922–1923)
- Oscar Torp (1923–1945)
- Einar Gerhardsen (1945–1965)
- Trygve Bratteli (1965–1975)
- Reiulf Steen (1975–1981)
- Gro Harlem Brundtland (1981–1992)
- Thorbjørn Jagland (1992–2002)
- Jens Stoltenberg (2002–2014)
- Jonas Gahr Støre (seit 2014)

## Ministerpräsidenten der Arbeiterpartei
- Christopher Hornsrud, 1928
- Johan Nygaardsvold, 1935–1945
- Einar Gerhardsen, 1945–1951, 1955–1963, 1963–1965
- Oscar Torp, 1951–1955
- Trygve Bratteli, 1971–1972, 1973–1976
- Odvar Nordli, 1976–1981
- Gro Harlem Brundtland, 1981, 1986–1989, 1990–1996
- Thorbjørn Jagland, 1996–1997
- Jens Stoltenberg, 2000–2001, 2005–2013
- Jonas Gahr Støre, seit 2021

## Wahlergebnisse
| Wahljahr | Prozent | Sitze | Sitze gesamt |
| -------- | ------- | ----- | ------------ |
| 1894     | 0,3     | 0     | 114          |
| 1897     | 0,6     | 0     | 114          |
| 1900     | 5,2     | 0     | 114          |
| 1903     | 12,1    | 4     | 117          |
| 1906     | 15,9    | 11    | 123          |
| 1909     | 21,5    | 11    | 123          |
| 1912     | 26,2    | 23    | 123          |
| 1915     | 32,0    | 19    | 123          |
| 1918     | 31,6    | 18    | 126          |
| 1921     | 21,3    | 29    | 150          |
| 1924     | 18,4    | 24    | 150          |
| 1927     | 36,8    | 59    | 150          |
| 1930     | 31,4    | 47    | 150          |
| 1933     | 40,1    | 69    | 150          |
| 1936     | 42,5    | 70    | 150          |

| Wahljahr | Prozent | Sitze | Sitze gesamt |
| -------- | ------- | ----- | ------------ |
| 1945     | 41,0    | 76    | 150          |
| 1949     | 45,7    | 85    | 150          |
| 1953     | 46,7    | 77    | 150          |
| 1957     | 48,3    | 78    | 150          |
| 1961     | 46,8    | 74    | 150          |
| 1965     | 43,1    | 68    | 150          |
| 1969     | 46,5    | 74    | 150          |
| 1973     | 35,3    | 62    | 155          |
| 1977     | 42,3    | 76    | 155          |
| 1981     | 37,2    | 66    | 155          |
| 1985     | 40,8    | 71    | 157          |
| 1989     | 34,3    | 63    | 165          |
| 1993     | 36,9    | 67    | 165          |
| 1997     | 35,0    | 65    | 165          |
| 2001     | 24,3    | 43    | 165          |
| 2005     | 32,7    | 61    | 169          |
| 2009     | 35,4    | 64    | 169          |
| 2013     | 30,9    | 55    | 169          |
| 2017     | 27,4    | 49    | 169          |
| 2021     | 26,3    | 48    | 169          |

Stimmenanteile der Arbeiterpartei nach Kommunen (Stortingswahl 2021)

Der Industriestandort Årdal, Provinz Sogn og Fjordane, bildet die Herzkammer der norwegischen Sozialdemokratie. Bei der Stortingswahl 2009 betrug der Stimmenanteil 70,2 %. Bei der Kommunalwahl 2011 erreichte die Arbeiterpartei hier 77,5 % der Stimmen und 16 von 21 Sitzen in der Gemeindevertretung.